# 涼宮さつき
涼宮 さつき（すずみや さつき、1988年12月27日 - ）は、日本の元AV女優（ロータスグループ）。

## 略歴・人物
2007年にデビューした。
その後「雨宮りか（あまみや りか）」に改名。2009年からは「河合結愛（かわい ゆあ）」（エルプロモーション所属）として活動した。

## 出演作品

### アダルトビデオ

#### 「涼宮さつき」名義
2007年
- 首都圏 援交 23 （10月2日、フルセイル）
- パクったくせにパクられたくない女子高生万引き犯 4 （10月5日、AFRO FILM）…オムニバス作品 他出演:長谷川なぁみ
- 変態男のキモいセンズリじっくり見て下さい 某有名女子校生編 （10月5日、AFRO FILM）…オムニバス作品 他出演:長谷川なぁみ、七瀬たまき、佐伯奈々、片瀬りこ、憂木ルル
- ワリのいいバイトをはじめた娘。 32 （10月20日、フルセイル）
- 凌辱コスプレイヤー 06 （10月26日、ゴーゴーズ）
- 「家庭教師が美少女にした事の全記録」 隠撮カメラ FILE10 （11月1日、グローリークエスト）
- じゅーだい いえで体験記 90 中出し美少女 サツキちゃん （11月1日、プレステージ）
- 完全隠し撮り 万引き少女 強制わいせつの一部始終 （11月1日、ヤブサメ グラフィティ）
- 時間よ止まれ! 〜いつでもどこでもハレンチ天国〜 パート8 （11月8日、V&Rプロダクツ）…オムニバス作品 他出演:宝月ひかる、堀口奈津美、大貫かりん、彩月メイ、小阪ルリ、山口めぐみ、西条れいな、倉沢みずほ、浜名優
- 女子校生の便所オナニー （12月7日、AFRO FILM）…オムニバス作品 他出演:長谷川なぁみ、春名えみ、七瀬たまき、絢音ミミ
- Under Age's Sex （12月7日、大久保ヤンキース）
- ラブドール 精子飲み人形さつきZ （12月12日、エイチエス映像）
- 貧乳ロリータ生中出し （12月14日、TMA）…オムニバス作品 他出演:小峰ミサ、中川未梨、萩原夏美、愛音ゆう、小笠原愛
- 極上素人猥褻 ロ●ータハメ撮り （12月19日、エイチエス映像）
- 幼い性器・妹中出し （12月19日、ロータス）

2008年
- 恵比寿リバーサイドホテル 「君はまた来るよ」ほぉら言った通りでしょ…。 （1月18日、BAZOOKA）
- ミニスカ 縞パン 黒ニーソックス （1月18日、GLAY'z）…オムニバス作品 他出演:愛音ゆう、萩原夏美、小笠原愛、小峰ミサ、中川未梨]
- エロい娘たち脚コキカーニバル （1月18日、AFRO FILM）…オムニバス作品
- エッチなお尻でシリコキーナ♥ （1月19日、ラハイナ東海）…オムニバス作品 他出演:長谷川なぁみ、小林美沙、金城姫香 ほか
- 痙攣連続アクメ倶楽部 （1月19日、ラハイナ東海）…オムニバス作品 他出演:長谷川なぁみ、金城姫香、神楽恵、小林美沙
- ロリ校生ほじくりベロマンレズ （1月21日、アイリング）…共演:鈴木千里
- 家出中○生連れ込み調教 （1月25日、I.B.WORK）
- 進学塾のトイレでオナる女子受験生を盗み撮り （2月1日、AFRO FILM）…オムニバス作品 他出演:長谷川なぁみ ほか
- 童貞ペニ鯨団 ちょっと待った〜! 僕の童貞奪って下さい （2月7日、アキノリ）…共演:小春、ひなの、瞳れん、蒼月ひかり、佐伯奈々、菅原とも、ナツキ、浜名ゆう、菅野千秋、稲森ケイト、西条れいな
- マンハッタンイズム 10 着ぐるみでチビッ娘の気をひき、悪戯三昧 （3月1日、プレステージ）…オムニバス作品 他出演:坂本愛海 ほか
- ヒーリングエステサロン 股間トリートメント （3月6日、アキノリ）…オムニバス作品 他出演:長澤リカ、瞳れん、蒼月ひかり、ナツキ、浜名優、西条れいな
- 女子校生にセンズリみせつけ相互オナニー鑑賞 パート1 （4月15日、ジャネス）…オムニバス作品 他出演:水嶋ユリカ、浜名優、鈴木千里、七瀬たまき
- 幼獣 3 （5月1日、グローリークエスト）
- レズビアン生唾接吻唾液汁 1 （6月5日、ジャネス）…オムニバス作品 他出演:大城真澄 ほか
- 突然、JKに濃厚接吻手コキされ亀頭をいじめられる男たち （6月7日、ラハイナ東海）…オムニバス作品 他出演:浜名優、鈴木千里、水嶋ユリカ、稲森ケイト ほか
- むちゃぶり指令発動! ぶっこみエロ生面接 ロリ系美少女編 （9月16日、スターゲート）…オムニバス作品 他出演:鈴木さとみ、弓川彩乃、芽衣奈、加護範子、琴原ねね

#### 「雨宮りか」名義
2008年
- ぎゃるまんナンパ ハメMAX Vol.02 （10月9日、GARCON）…オムニバス作品 他出演:凛、彩弓、桃咲まなみ、大槻ひびき ほか

#### 「河合結愛」名義
2009年
- kawaii*女学園パラダイス♥ 美少女14人6時間SP （4月25日、kawaii*）…共演:横山美雪、愛斗ゆうき、鈴木さとみ、星空みちる、吉沢みなみ、牧野くるみ、桃咲まなみ、並木るか、真崎寧々、さくら美羽、坂下まりな、小鳥ひな、愛梨沙
- 処女の素人娘のアダルトSEX研究会!! （5月13日、はじめ企画）…オムニバス作品 他出演:星崎アンリ ほか
- どうせ付き合えないなら、せめてエッチがしたい！ そんな願望を叶えてくれる夢のコピー人形 （5月21日、Hunter）…オムニバス作品 他出演:まりん ほか
- エロい女のピストンマ●コとイヤラシい腰使い 6 絶頂限界ディルドゥオナニー （5月22日、AFRO FILM）…オムニバス作品 他出演:青山ゆい、立木ゆりあ、柚月ルナ、朝比奈瑠依
- チ○ポ丸出し店員が女性客にドッキリ企画 ハレンチ試着室 5 ギン勃ちしたチ○ポ!そのとき女性客はどうするのか? （6月4日、アイエナジー）…オムニバス作品 他出演:白瀬ゆゆ、RUMIKA、京本かえで、雨宮ゆん、東野愛鈴
- 神技!逝カセ痴漢 VOL.02 （7月17日、虎堂）…オムニバス作品 他出演:星優乃、立木ゆりあ、柚月ルナ
- パンティクンニ （9月4日、オフィスケイズ）…オムニバス作品 他出演:さくら愛々、華咲レイ、篠原リョウ、柚月ルナ、朝比奈瑠依
- ぎゃるまんナンパ ハメMAX Vol.06 （10月6日、GARCON）…オムニバス作品 他出演:梨杏、森崎杏那、花梨 ほか

### アダルトサイト
- VinVin.ch SATSUKI （DMM.R18）
- はなえ 19歳 （REAL STREET ANGELS）
- 河合結愛 プロフ （LOVEPOP）